# Kathmandu
Kathmandu là thành phố, thủ đô của Nepal, nằm ở miền trung của nước này. Thành phố cũng được gọi là Katmandu. Thành phố toạ lạc trên một vùng đất thấp màu mỡ (Thung lũng Nepal) ở phía Nam Himalayas, tại độ cao khoảng 1220, gần đoạn hợp lưu của sông Bāghmati và sông Vishnumati. Đây là thành phố lớn nhất và cũng là trung tâm văn hóa, hành chính, kinh tế chính của vương quốc núi non này. Một đường quốc lộ kéo dài về phía Bắc đến Lhasa ở Tây Tạng và một tuyến đường khác nữa nối Kathmandu với Raxaul, một trung tâm đường sắt ở Ấn Độ. Thành phố có một số ngôi chùa với kiến trúc đặc sắc. Ở đây cũng có Đại học Tribhuvan (1959) và Bảo tàng quốc gia Nepal.
Kathmandu được thành lập năm 723 và được dân tộc Newar cai trị trong nhiều thế kỷ. Năm 1768, thành phố này bị Triều Shah chiếm đóng và trở thành kinh đô của họ. Từ 1846 đến 1951, dòng họ hùng mạnh Rana đã cai trị Nepal từ thành phố này.

## Lịch sử Kathmandu
Những cuộc khai quật Khảo cổ học ở những bộ phận của Kathmandu đã tìm thấy bằng chứng của những nền văn minh cổ đại. Phát hiện cổ xưa nhất là một bức tượng, được tìm thấy tại Maligaon năm 185 trước Công nguyên. Cuộc khai quật của Dhando Chaitya phát hiện một viên gạch với một dòng chữ Brahmi nguyên
bản.  Những nhà khảo cổ tin rằng nó đã hai nghìn năm tuổi. Những điêu khắc trên đá là một yếu tố phổ biến tại các địa điểm di sản và là nguồn quan trọng đối với lịch sử của Nepal.
Các tài liệu tham khảo sớm nhất của phương Tây về Kathmandu xuất hiện trong báo cáo của Dòng Tên Fathers Johann Grueber và Albert d'Orville. Năm 1661, họ đi qua Nepal trên đường từ Tây Tạng đến Ấn Độ, và thông báo rằng họ đã đến "Cadmendu, thủ đô của Vương quốc Nepal".

Kathmandu
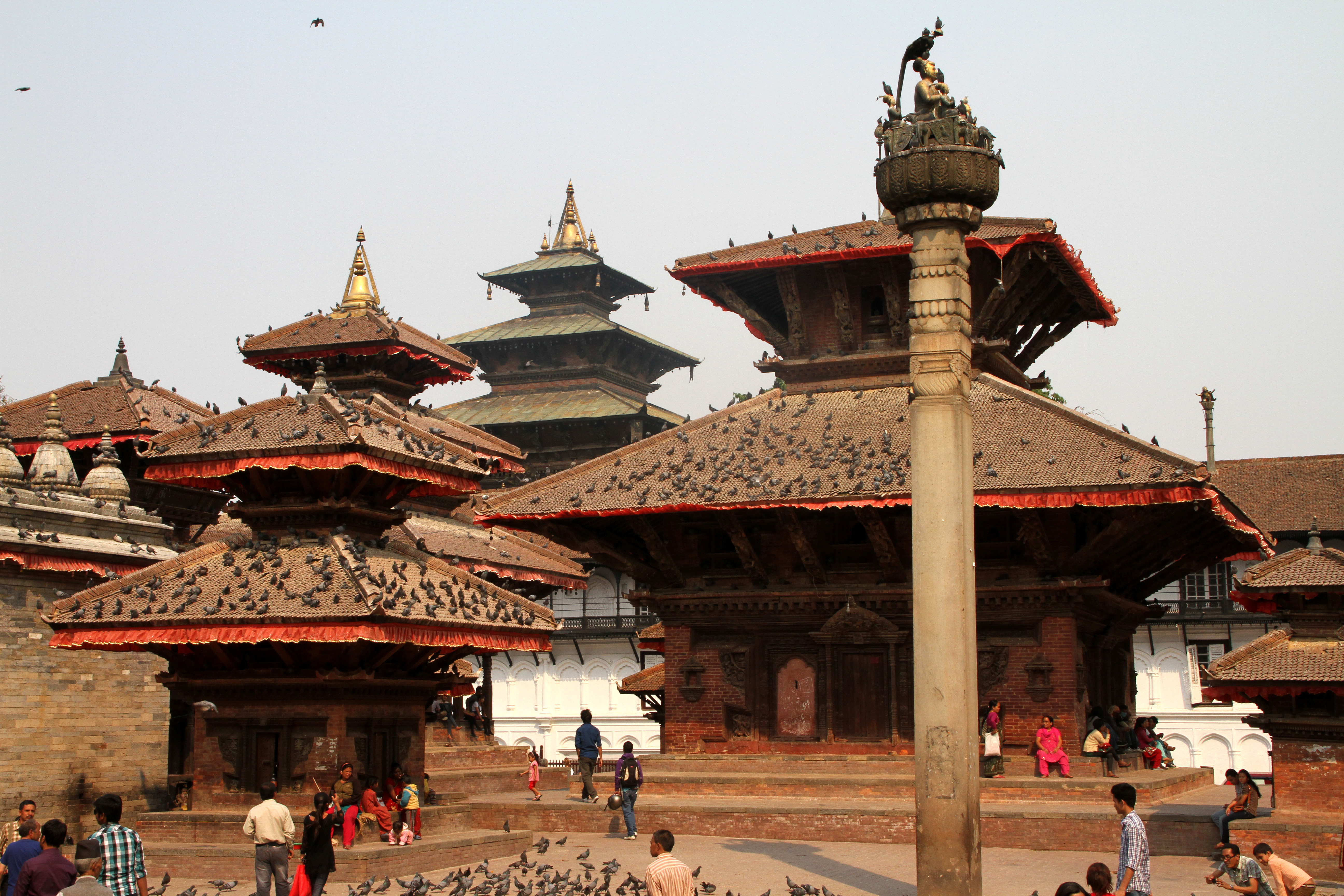
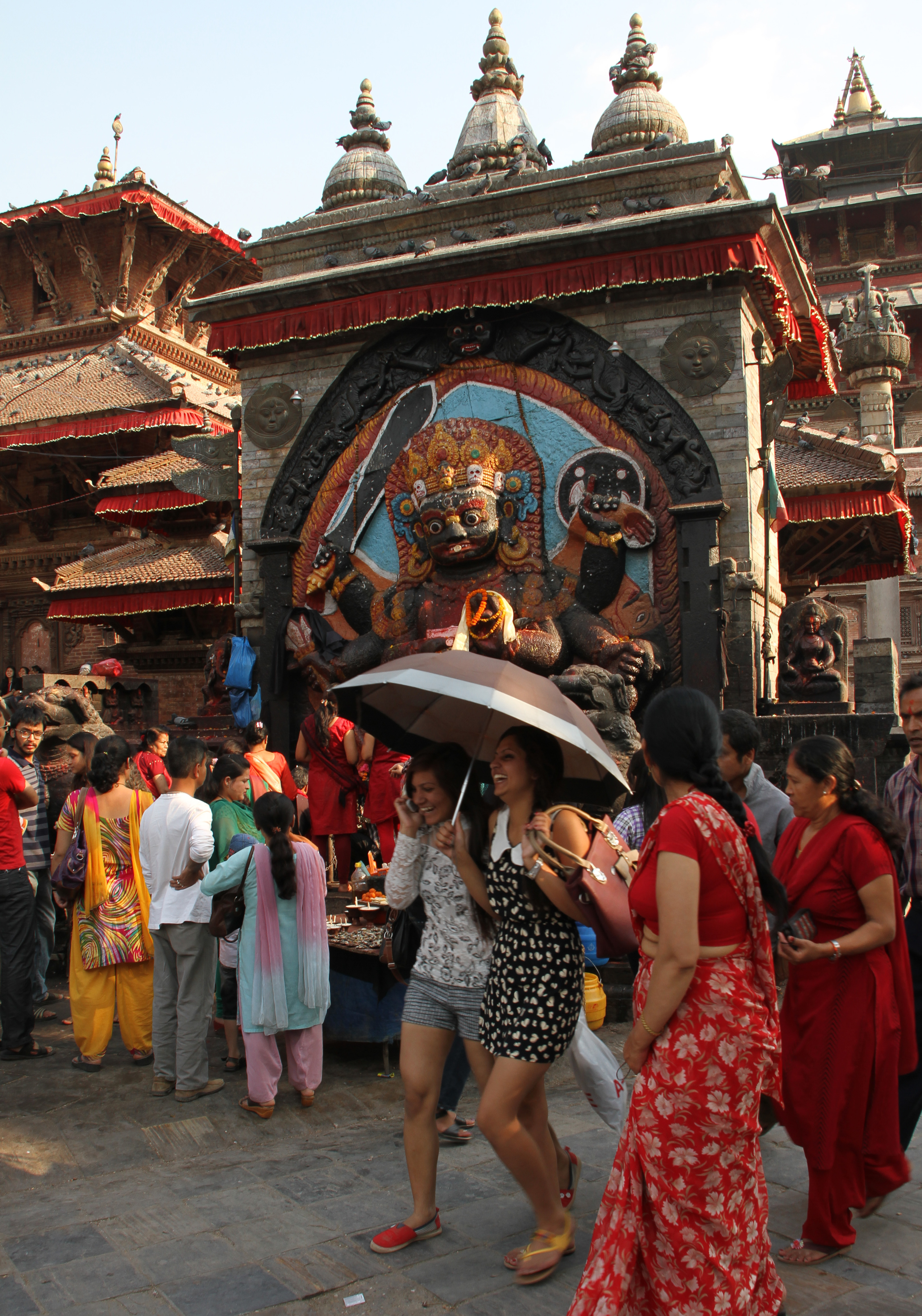
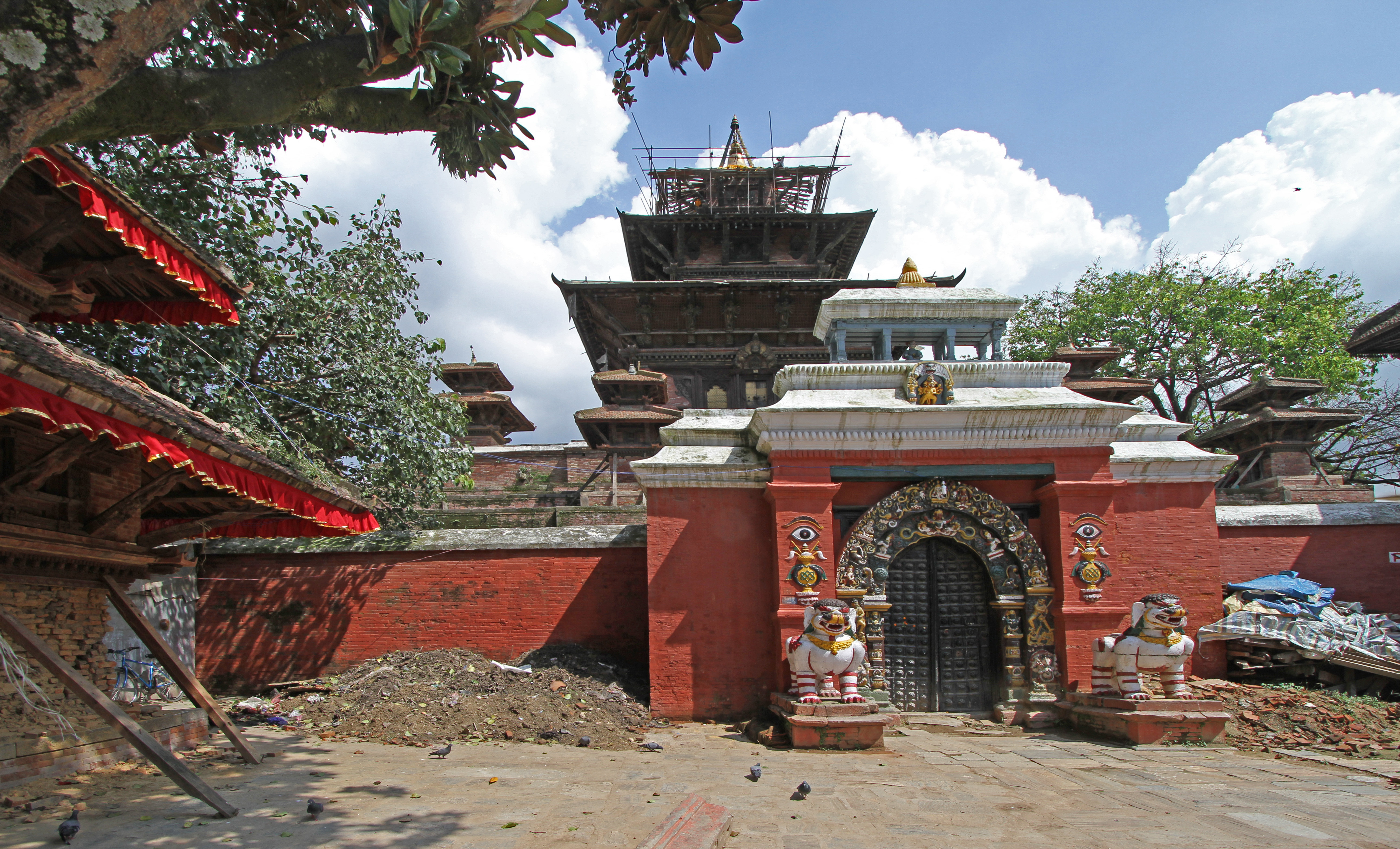
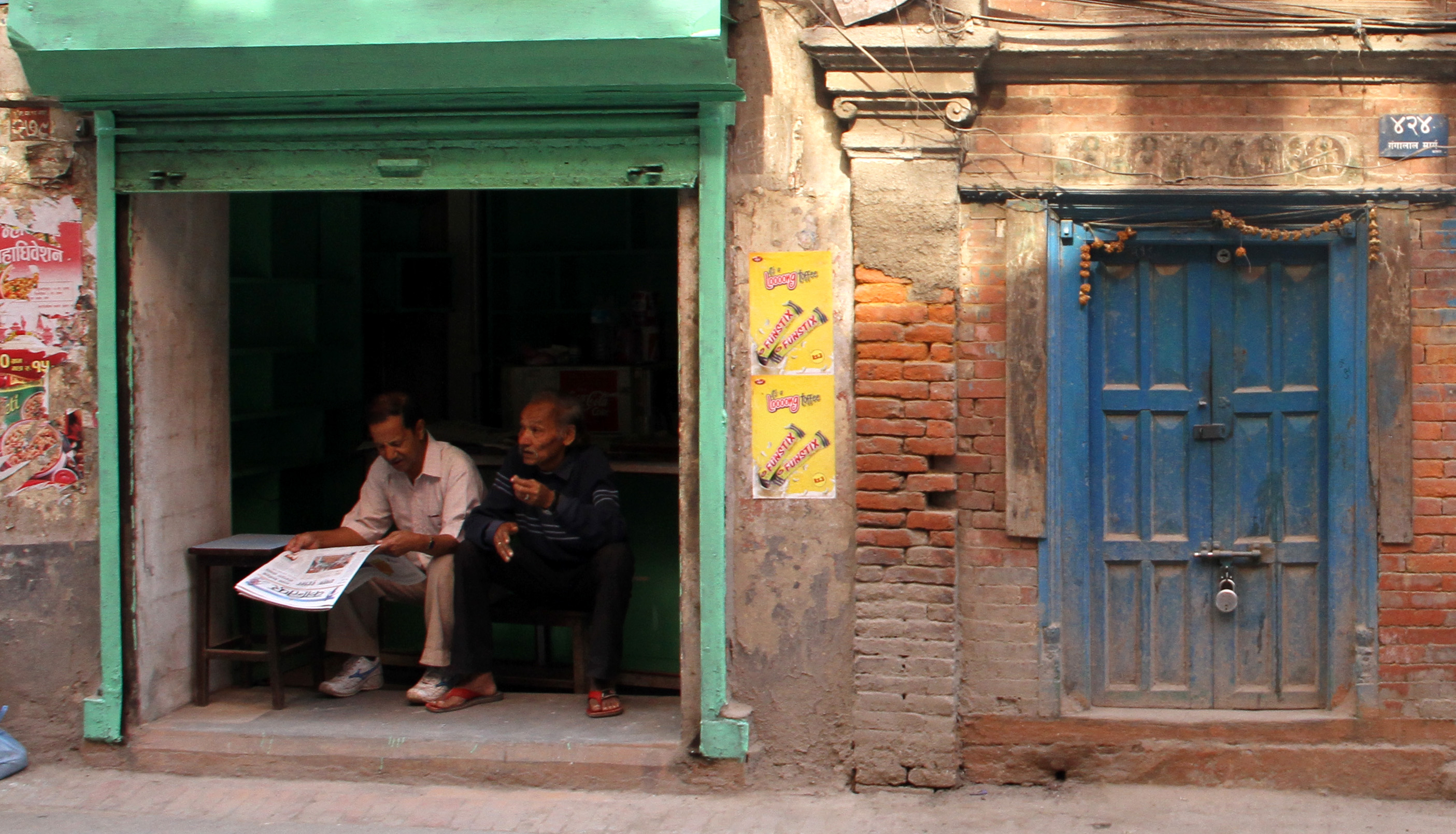
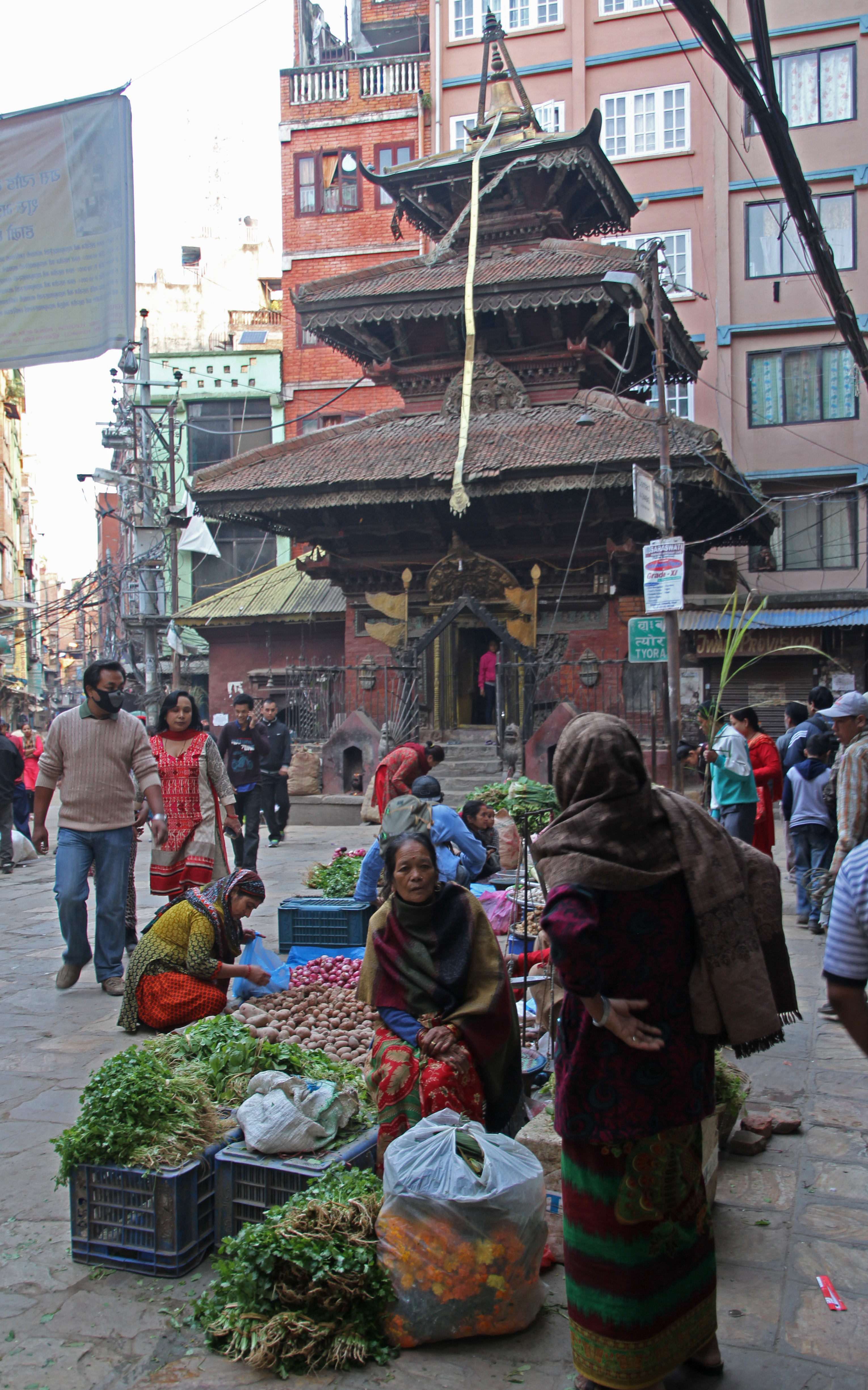
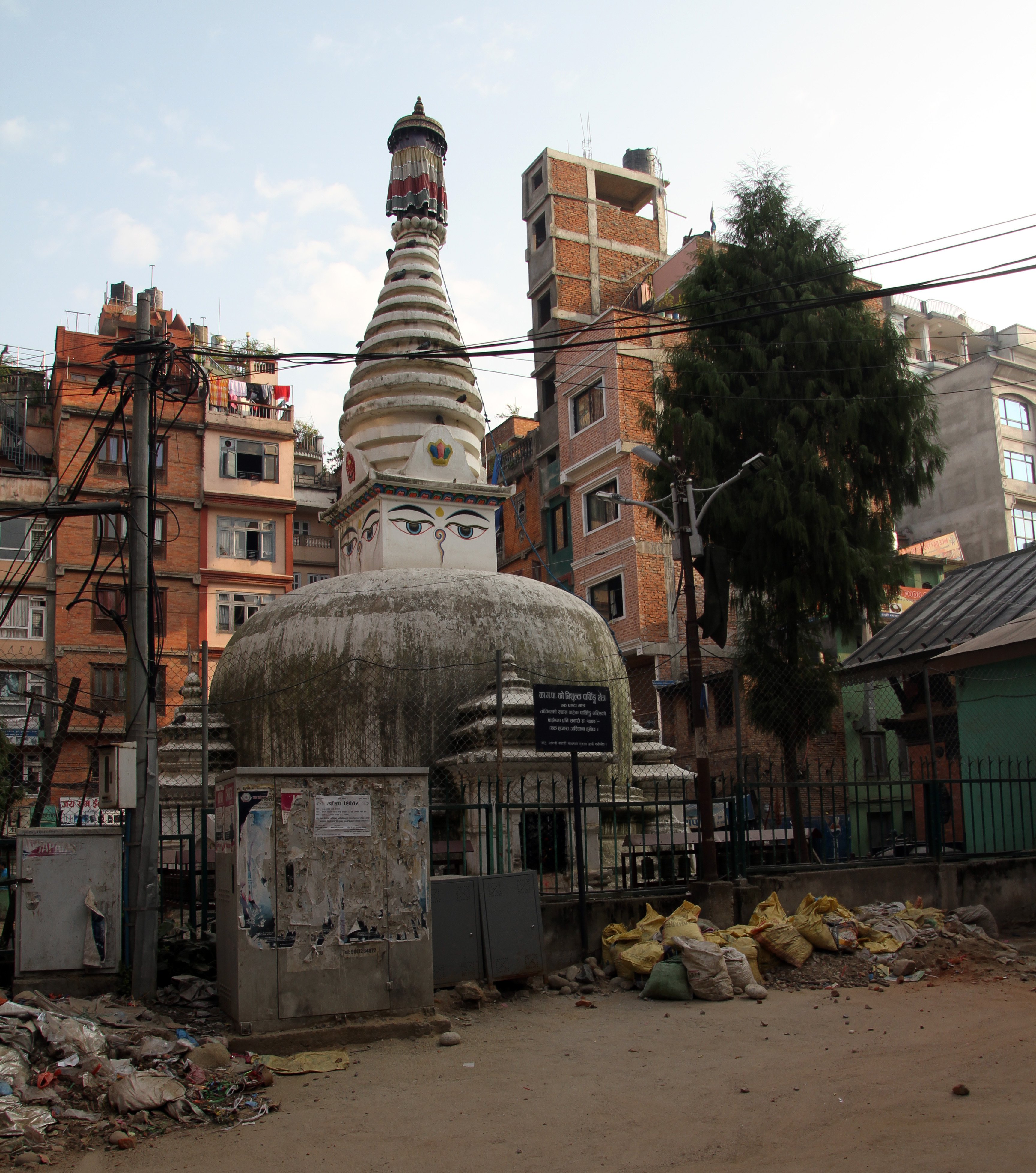
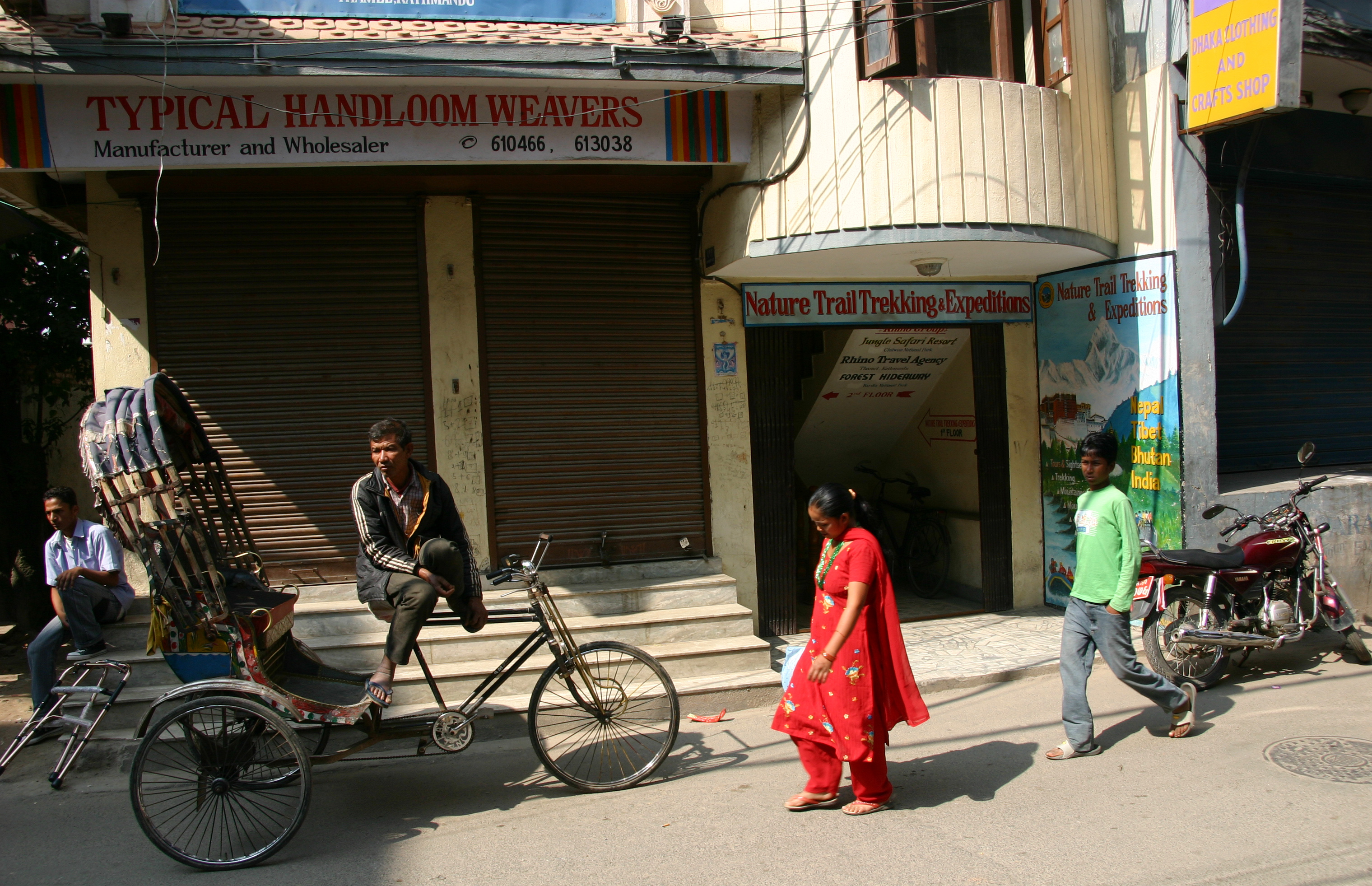
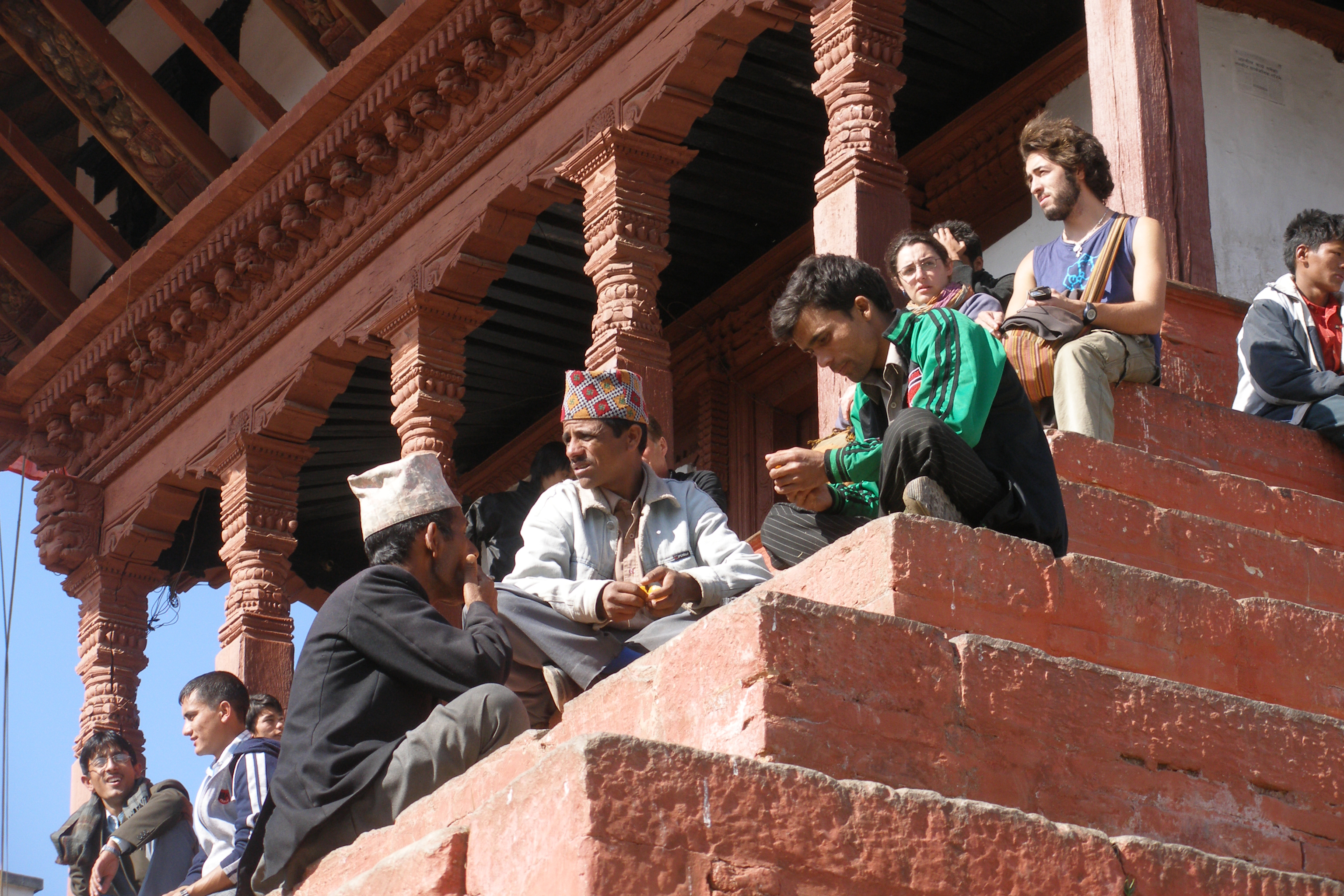
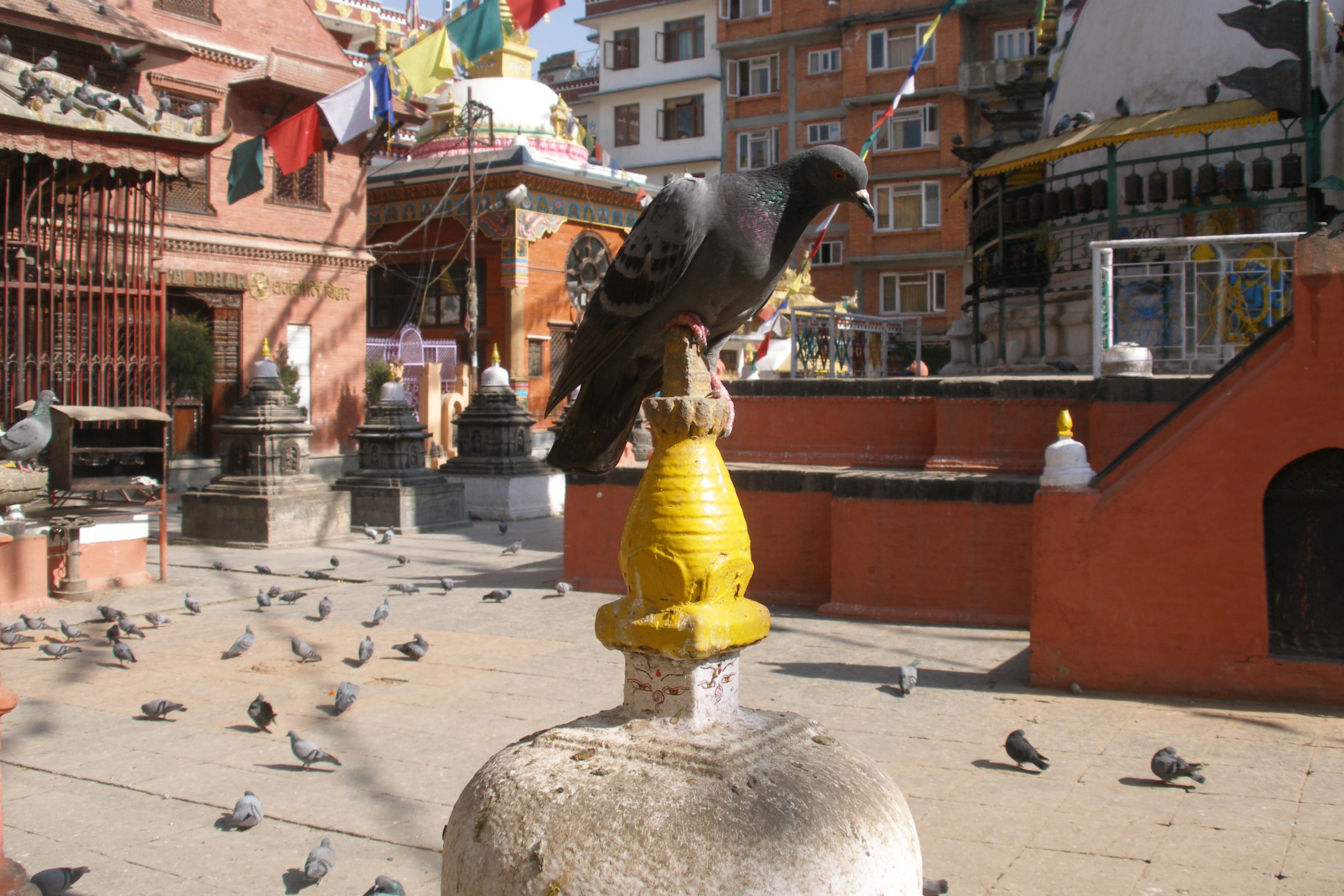
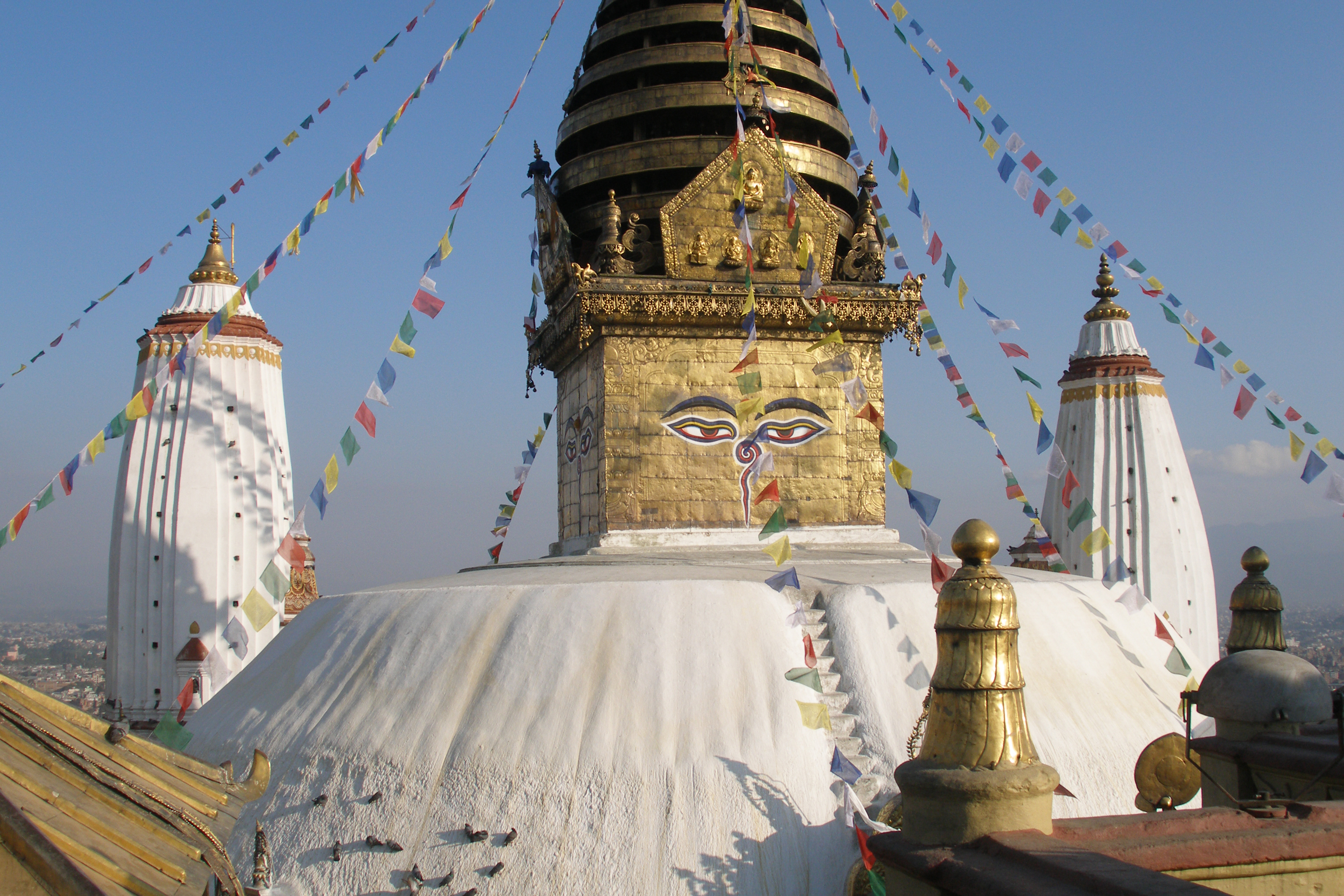
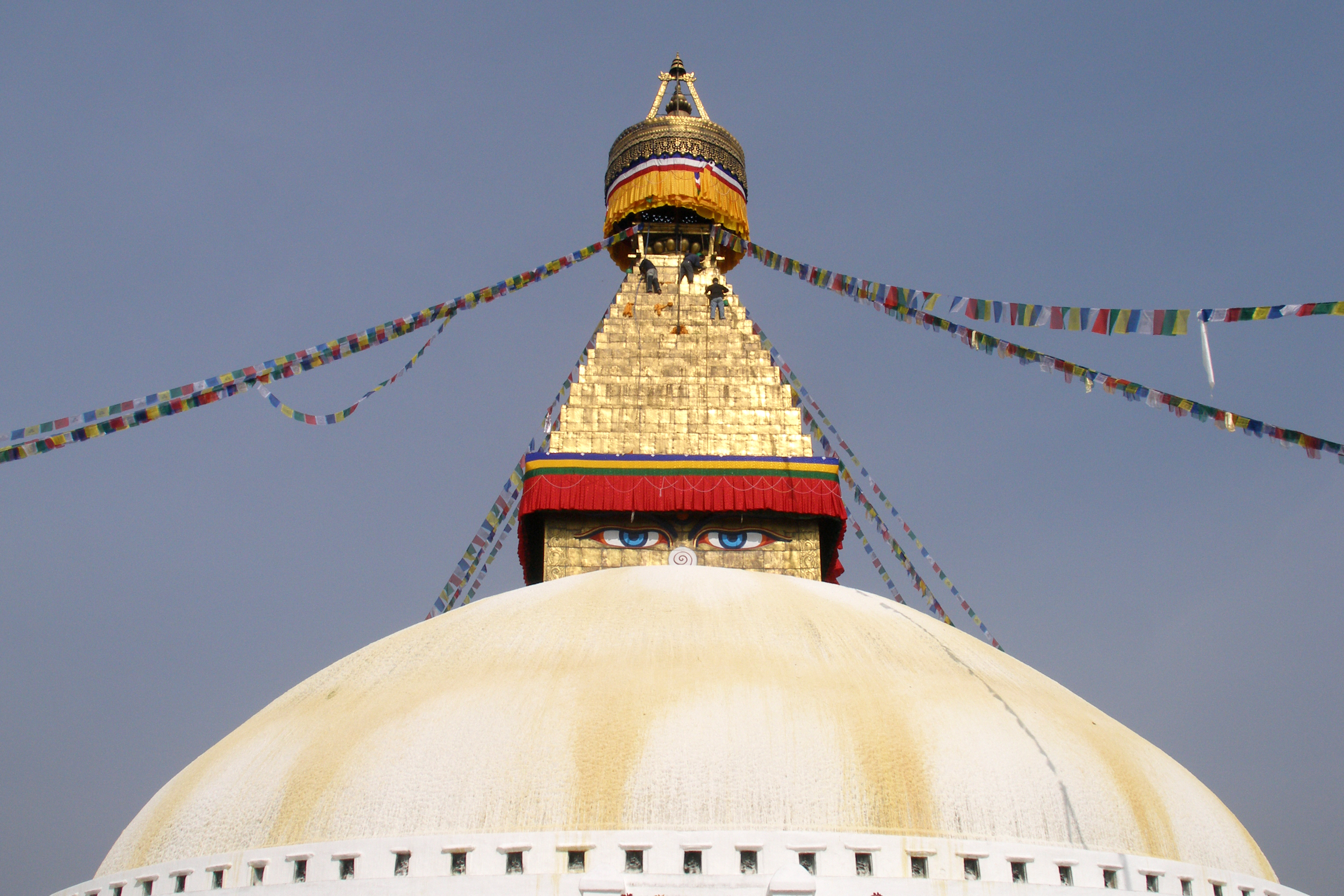